# Îles Éparses

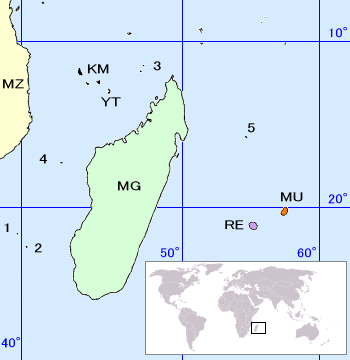
Lage der französischen Inseln im Indischen Ozean:
1. Bassas da India
2. Europa
3. Îles Glorieuses
4. Juan de Nova
5. Tromelin
(KM: Komoren, MG: Madagaskar, MU: Mauritius, MZ: Mosambik, RE: Réunion, YT: Mayotte)

Îles Éparses – in der offiziellen französischen Bezeichnung: Îles Éparses de l’océan Indien (deutsch „Verstreute Inseln im Indischen Ozean“) – werden jene französischen Besitzungen im Indischen Ozean genannt, die bis 2007 keiner überseeischen Gebietskörperschaft zugeordnet waren. Es handelt sich dabei durchweg um kleine Eilande, die abgesehen von einigen Wissenschaftlern und Militärpersonal unbewohnt sind.
Die Inseln werden seit 2005 vom Präfekten und obersten Verwalter der französischen Süd- und Antarktisgebiete verwaltet. Davor waren sie seit 1960 vom Präfekten des Übersee-Départements Réunion verwaltet worden, ohne selbst zu Réunion – und damit zur Europäischen Union – zu gehören. Mit Gesetz vom 21. Februar 2007 wurden die Îles Éparses als fünfter Distrikt in die französischen Süd- und Antarktisgebiete eingegliedert.

## Die Inseln

Übersichts- und Detailkarte der Îles Éparses

Die Îles Éparses umfassen folgende Inseln und Atolle:
- Bassas da India: Atoll; von Madagaskar beansprucht.
- Europa: Atoll 350 km nordwestlich von Toliara, Madagaskar, 500 km vor der afrikanischen Küste, kleiner französischer Militärstützpunkt; von Madagaskar beansprucht.
- Îles Glorieuses: Atoll einschließlich zweier kleiner Felsen (Roches Vertes und Île aux Crabes), kleiner französischer Militärstützpunkt; von den Komoren und Madagaskar beansprucht.
- Juan de Nova: Insel mit größerem Korallenriff, 520 km von Mayotte und 290 km von der afrikanischen Küste entfernt, kleiner französischer Militärstützpunkt; von Madagaskar beansprucht.
- Tromelin: Insel nordwestlich von Réunion, meteorologische Station, Besatzung von drei Zivilangestellten; von Mauritius beansprucht.

## Inselübersicht
| Atoll/Insel     | Besatzung | Fläche km² | Lagune km² | AWZ km² | Koordinaten          | Karte |
| --------------- | --------- | ---------- | ---------- | ------- | -------------------- | ----- |
| Bassas da India | –         | 0,2        | 79,8       | 123.700 | 21° 29′ S, 39° 41′ O | 1     |
| Europa          | 15        | 300,0      | 9,         | 127.300 | 22° 22′ S, 40° 22′ O | 2     |
| Îles Glorieuses | 15        | 7,0        | 29,6       | 043.614 | 11° 35′ S, 47° 18′ O | 3     |
| Juan de Nova    | 15        | 4,8        | –          | 061.050 | 17° 3′ S, 42° 43′ O  | 4     |
| Tromelin        | 03        | 0,8        | –          | 285.300 | 15° 53′ S, 54° 31′ O | 5     |
| Total           | 48        | 42,8       | 118,4      | 640.964 |                      |       |